# Championnats panaméricains de karaté 2013
Navigation
Édition précédente Édition suivante
Les championnats panaméricains de karaté 2013 ont eu lieu du 16 au 18 mai 2013 à Buenos Aires, en Argentine. Il s'agit de la vingt-septième édition des championnats  panaméricains de karaté organisés chaque année par la Fédération panaméricaine de karaté.